# Ravanna (Misuri)
Ravanna es un lugar designado por el censo ubicado en el condado de Mercer en el estado estadounidense de Misuri. En el Censo de 2010 tenía una población de 98 habitantes y una densidad poblacional de 9,54 personas por km².

## Geografía
Ravanna se encuentra ubicado en las coordenadas 40°27′28″N 93°27′26″O / 40.45778, -93.45722. Según la Oficina del Censo de los Estados Unidos, Ravanna tiene una superficie total de 10.27 km², de la cual 10.24 km² corresponden a tierra firme y (0.3%) 0.03 km² es agua.

## Demografía
Según el censo de 2010, había 98 personas residiendo en Ravanna. La densidad de población era de 9,54 hab./km². De los 98 habitantes, Ravanna estaba compuesto por el 98.98% blancos, el 0% eran afroamericanos, el 0% eran amerindios, el 0% eran asiáticos, el 0% eran isleños del Pacífico, el 0% eran de otras razas y el 1.02% pertenecían a dos o más razas. Del total de la población el 1.02% eran hispanos o latinos de cualquier raza.